# حبار محشي
حبار محشي أو كلامار محشي (بالإنجليزية: Stuffed squid)‏ هو اسم عام يُطلق على الأطباق التي تُحضّر باستخدام الحبار بشكل أساسي، وزيت الزيتون، والبصل، والثوم، والأرز، والطماطم، والملح، والفلفل الأسود، وأوراق النعناع، والبقدونس وعصير الطماطم. وتنتشر هذه الأطباق بشكل واسع في كل من اليونان، وإيطاليا، والبرتغال، وإسبانيا، والجزائر، وتونس وتركيا.

## نبذة
تتنوع وصفات الحبار المحشي على الساحل الشرقي لتونس. وتُقدم كطبق رئيسي، إما بمفردها في صلصة حارة من الهريسة والطماطم، أو كجزء من طبق الكسكس.
أما في منطقة الساحل الأوسط التونسي، تتكوّن الحشوة الأساسية من الخضروات الورقية مثل السلق أو السبانخ، وغالبًا ما تُخلط بكميات وفيرة من البقدونس الطازج والبصل المفروم. يُضاف إلى هذه الخضروات كمية صغيرة من الأرز أو البرغل أو الحمص المطهو مسبقًا، بالإضافة إلى عنصر بروتيني قد يكون إما بيضًا مسلوقًا والحبار، وتُنكه الحشوة بالهريسة أو الفلفل الأحمر الحار المُجفف، إلى جانب توابل أخرى مثل الثوم، والنعناع المجفف، والشمر المطحون، أو خليط من الكزبرة والكمون.
في الجزء الجنوبي من الساحل التونسي، في منطقة قابس، تميل الحشوة إلى استخدام القليل من الخضروات أو عدم استخدامها إطلاقًا، وتعتمد بشكل أساسي على الحبار المفرومة والحمص.